# Tanit
Tanit  a föníciai-kánaáni Anat istennő nevének egy mellékalakja. Tanit istennőt a régi írók a görög Artemisszel azonosítják.

## Leírása
Az istennő teljes neve: Tanit-pené-Baal — magyar jelentése kb.: "Tanit, Baal megnyilvánulása" vagy: "a Baal színe előtt álló Tanit". Ez az istennő tehát egy férfiisten párjaként emelkedett önálló létre.
A Kr. e. 8. században alapított Karthágó lakóinak vallása és kultúrája föníciai és kánaánita eredetű volt és a közép-keleti isteneket tisztelték, főképp Baált és Tanitot, a hold úrnőjét. 

## Tanit istennő szimbóluma
A Tanit jelét jelképező szimbólumot először a karthágói pun pantheonban fedezték fel, mely az azonos nevű istennővel, Ba'al Hammonnal volt kapcsolatban. A 19. században Karthágóban végzett régészeti feltárások során több Tanit istennőt ábrázoló sztélét, mozaikot és kerámiát is felfedeztek. 
Az istennő jele mint szimbólum számos pun eredetű régészeti maradványban jelen van, így Karthágón kívül Szúza és Motya régészeti feltárása során is napvilágra került és rámutatott a szimbólum különösen fontos diffúziójára a Földközi-tenger nyugati medencéjében. 

Tanit istennő jelképének leegyszerűsített ábrázolása.

Az egyiptomi keresztre (ankh) hasonlító Tanit istennőt ábrázoló jel megerősítheti a pun Karthágó kapcsolatát a fáraó civilizációval.

## Galéria

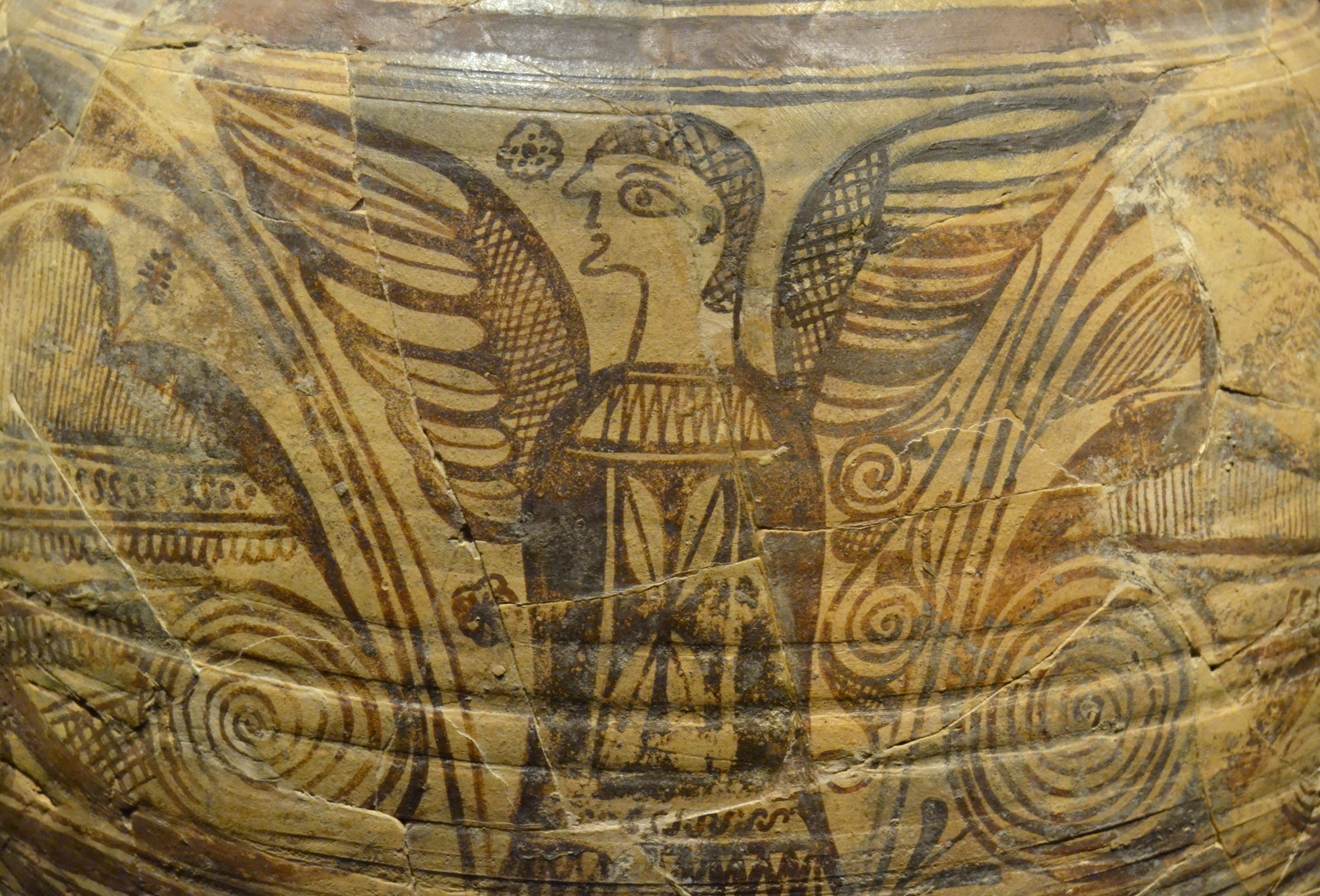
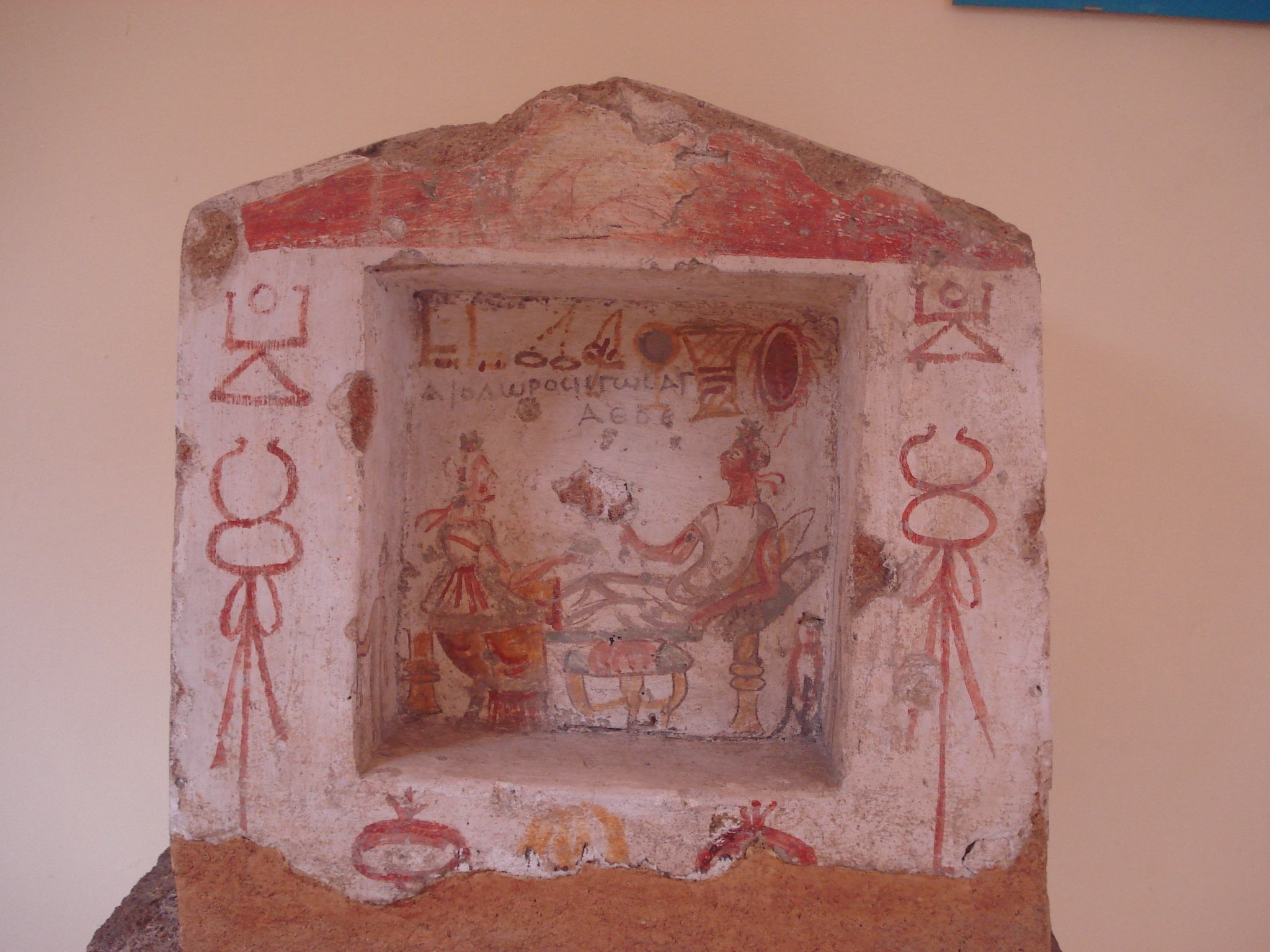
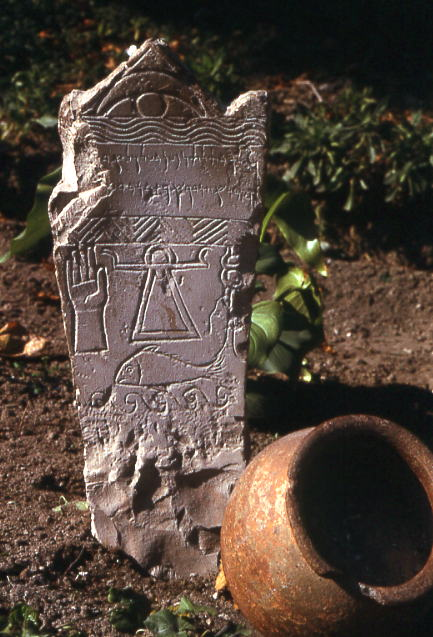
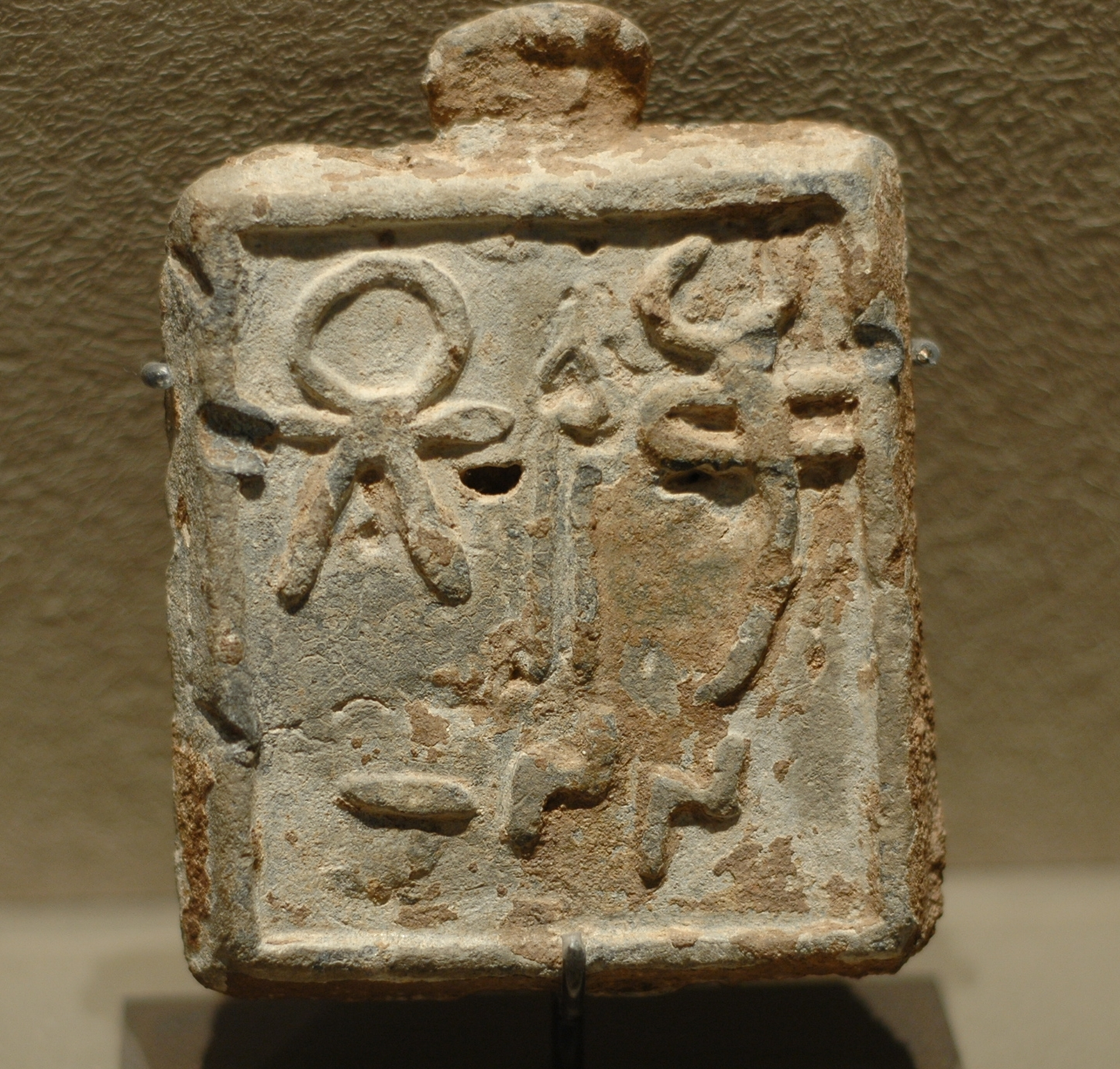
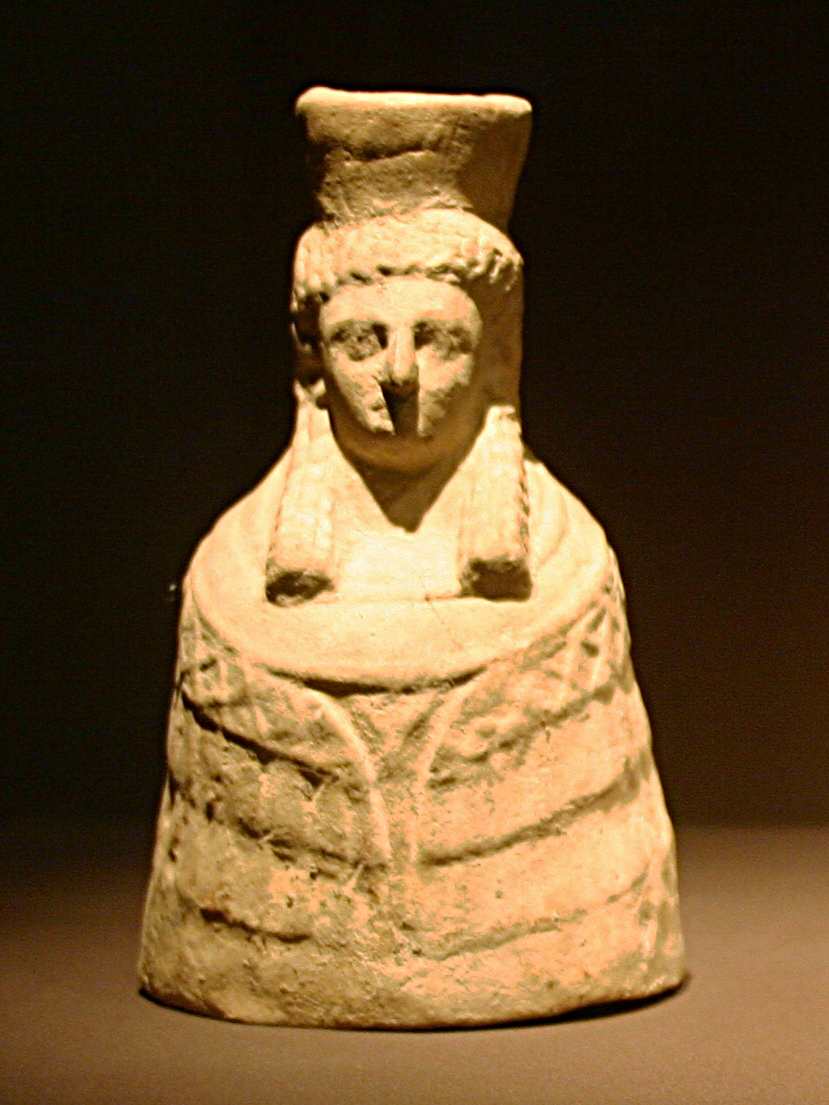
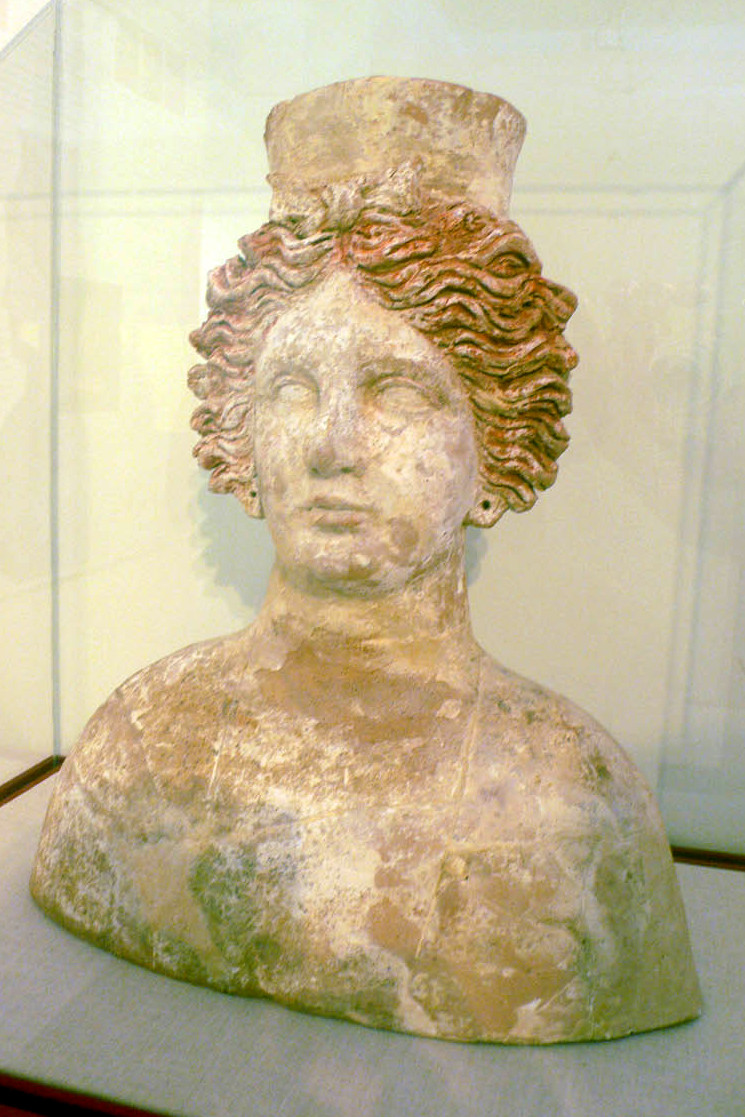
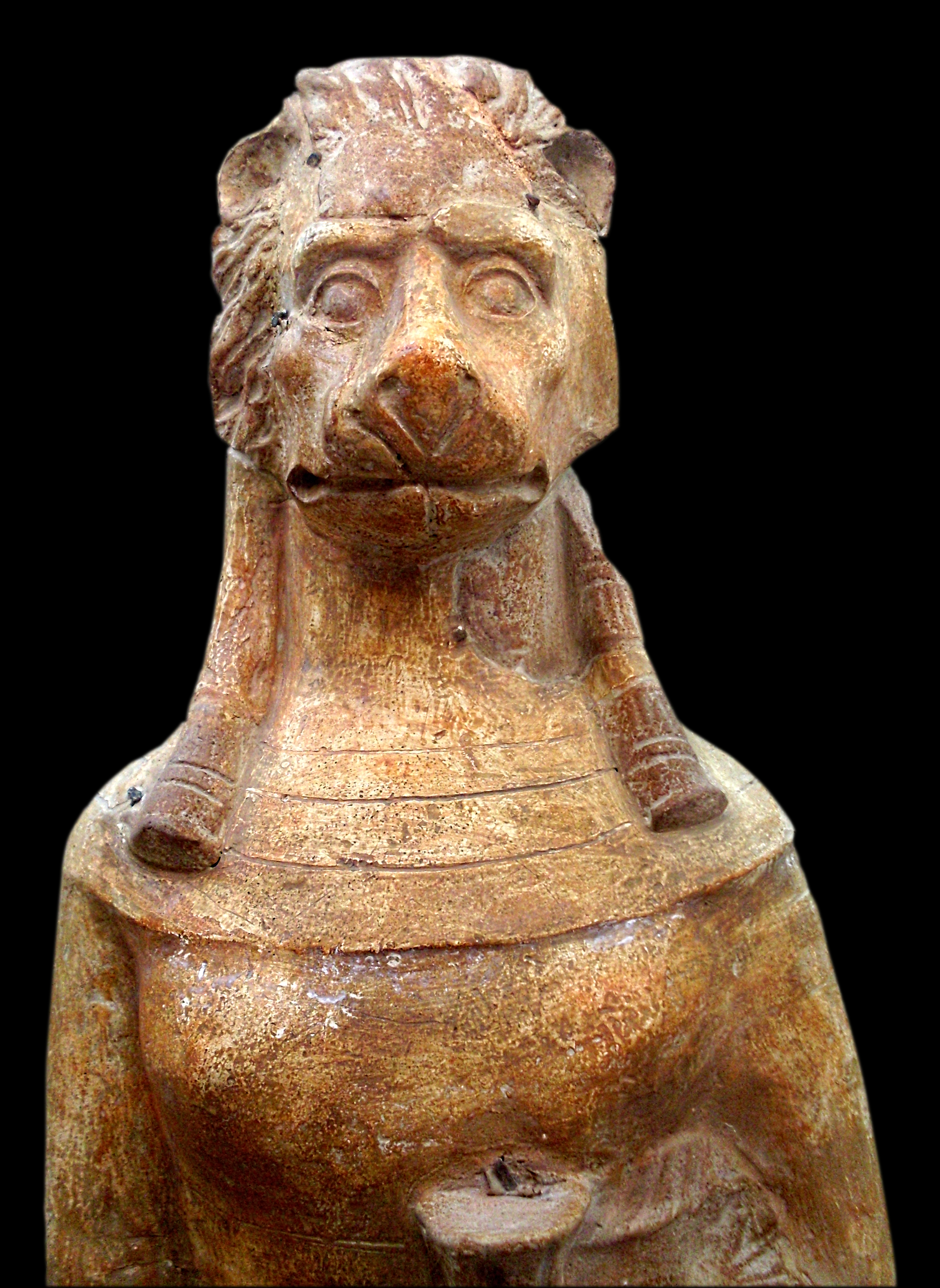
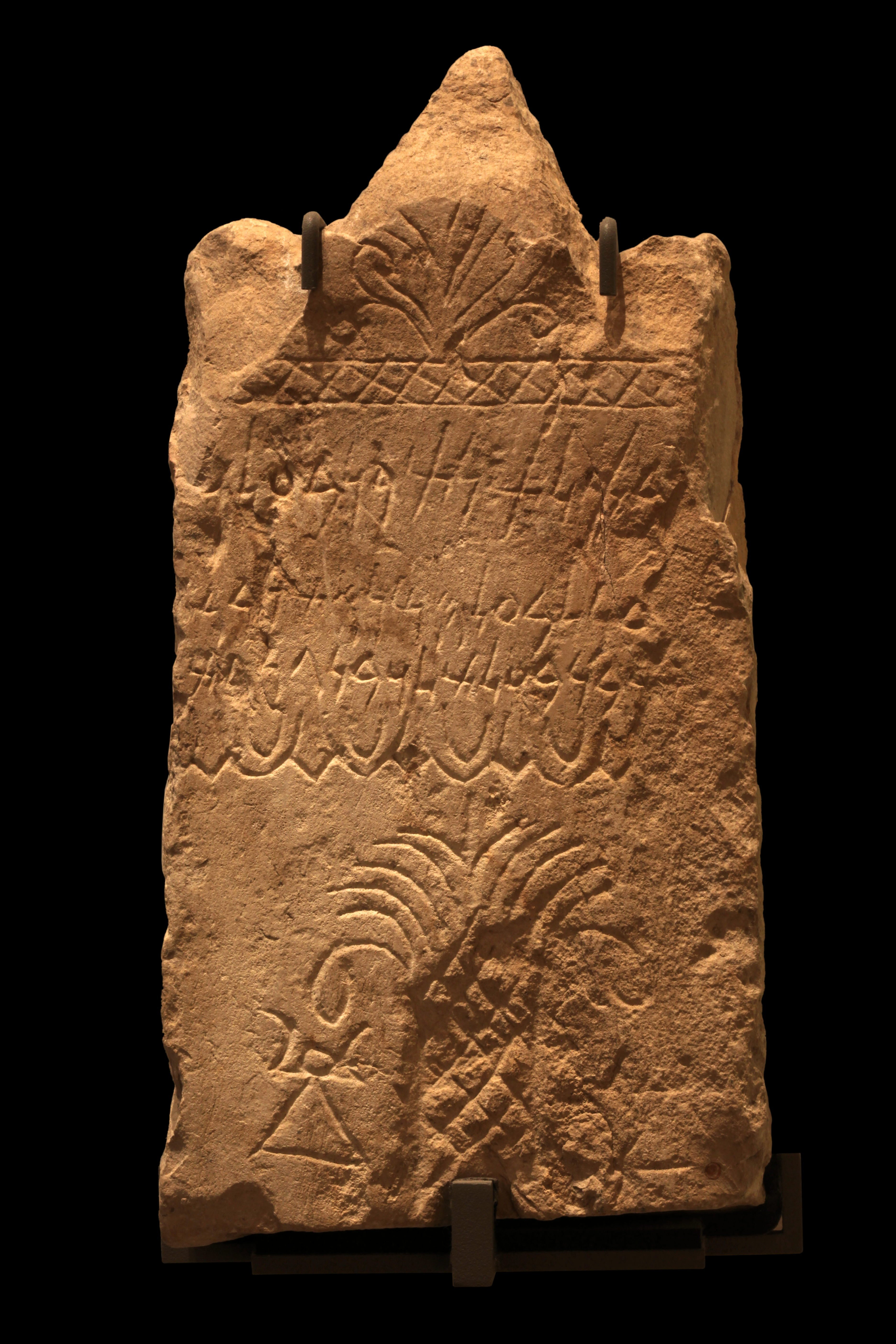
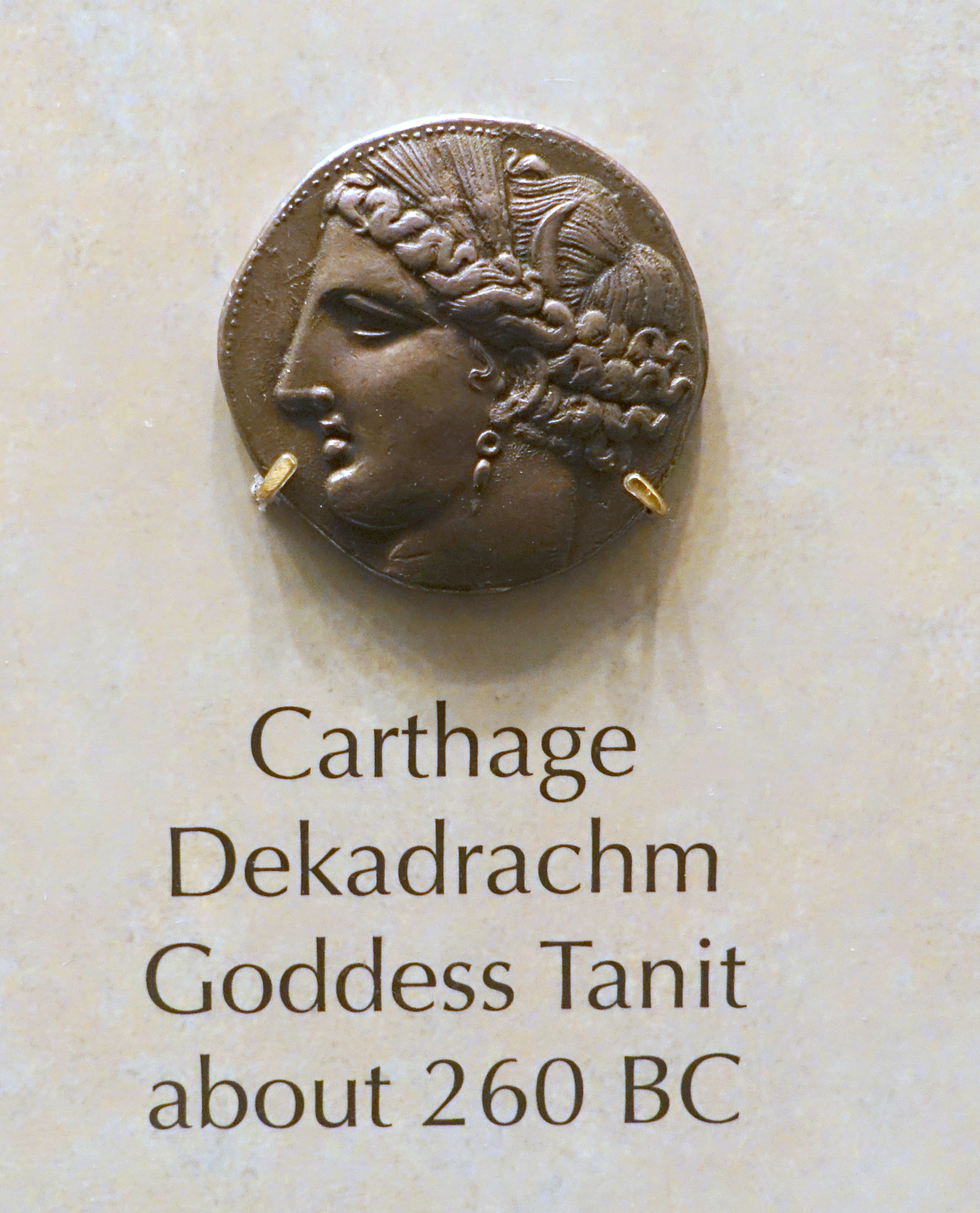